# Macourov
Macourov (Duits: Matzerau) is een dorp in de Tsjechische regio Vysočina. Het is een onderdeel van de gemeente Žižkovo Pole. Het dorp ligt in een dal op ongeveer dertien kilometer afstand van de stad Havlíčkův Brod en op zeven kilometer van de plaats Přibyslav. De hoogte ten opzichte van zeeniveau is 536 meter.

## Geschiedenis
Macourov bestaat sinds de tijd van de Duitse kolonisatie in de 13e eeuw. In de oudste documenten is Macourov geschreven als Macerouwe = Macerova Niva (1265). De laatste tijd wordt echter de naam Macourov gebruikt. In de 13e eeuw werd in de omgeving van Macourov zilver gewonnen.

## Huidige tijd
Macourov heeft dertig inwoners. Het is aangesloten op de waterleiding, heeft kabeltelevisie en internet.

## Sport
Macourov heeft een actieve sportvereniging "Macourovský svaz malé kopané" die deel uitmaakt van de 
Tsjechische kleine veld voetbalbond. Dit team speelt in de hoogste Tsjechische divisie. 

## Bezienswaardigheden
De kapel langs de hoofdstraat is in 1924 opgericht uit dankbaarheid voor het feit dat er in de Eerste Wereldoorlog geen inwoners van Macourov zijn omgekomen.